# روند بازار

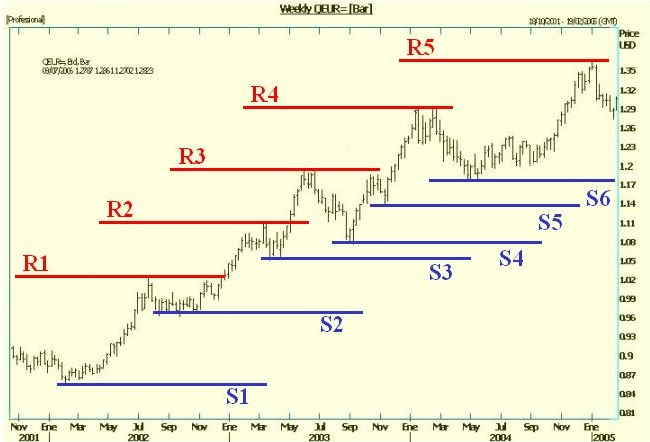
یک نمونه نمودار از روند بازار

روند بازار (به انگلیسی: Market Trend) گرایش بازارهای مالی به حرکت در سویه‌های ویژه در درازنای زمان است.
سوداگران بازارهای مالی روندهای بازار را با یاری از تحلیل تکنیکی شناسایی می‌کنند. تحلیل تکنیکال چارچوبی است که روندهای بازار را بسان گرایش‌های پیش‌بینی‌پذیر قیمت درون یک بازار (هنگامی که قیمت به سطح پشتیبانی یا ایستادگی می‌رسد) مشخص می‌کند.
از آنجا که در هر زمان قیمت‌های آینده ناشناخته هستند، یک روند تنها می‌تواند در پس‌نگری (در برابر پیش‌نگری) تعیین شود. با این همه، این کاستی افراد را از پیشگویی روندهای آینده بازنمی‌دارد.
واژگان «بازار گاوی» (bull market) و «بازار خرسی» (bear market) به ترتیب بازنمایاننده روندهای بازار افزایشی (بالارونده) و کاهشی (پایین‌رونده) هستند.
ادامه مطلب

## اوج و کف
در نمودار قیمت، کف‌ها نقطه‌هایی هستند که فشار تقاضا بر عرضه پیشی گرفته و قیمت‌ها بعد از یک دوره کاهش رو به افزایش می‌گذارند. وارون بر این، اوج‌ها نقطه‌هایی هستند که فشار عرضه بر تقاضا پیشی گرفته و قیمت‌ها بعد از یک دوره افزایش رو به کاهش می‌گذارند.

## روند افزایشی
هنگامی که قیمت یک نماد یا دارایی به گونه‌ای عمومی افزایش می‌یابد، گفته می‌شود که روند قیمت‌ها صعودی، افزایشی، بالارونده یا فرازی است. روند افزایشی به این معنی نیست که قیمت‌ها همواره روندی بالارونده دارد، بلکه قیمت ممکن است گاه بالا رود و گاهی پایین آید، اما برآیند این نوسان به سوی افزایش قیمت است. روند افزایشی در نمودار قیمت از راه نگریستن کف‌های بالارونده قابل تشخیص است (یعنی هنگامی که کف جدید قیمت بالاتر از کف پیشین قرار دارد)

## روند کاهشی
زمانی که قیمت یک نماد یا دارایی به گونه‌ای عمومی کاهش می‌یابد، روند قیمت‌های آن نزولی، کاهشی، پایین‌رونده یا فرودی است. روند کاهشی هم مانند روند افزایشی به این معنی نیست که قیمت‌ها همیشه پایین می‌آیند، بلکه بدین معناست که قیمت ممکن است گاهی پایین آید و گاهی بالا رود، اما برآیند این نوسان به سوی کاهش قیمت است. روند کاهشی در نمودار قیمت از طریق نگریستن اوج‌های فرودی قابل تشخیص است (یعنی زمانی که اوج جدید قیمت پایین‌تر از اوج پیشین قرار می‌گیرد)